# Bernburg
Bernburg là một đô thị thuộc huyện Salzland, bang Saxony-Anhalt, Đức.

## Thành phố kết nghĩa
- Anderson, Indiana, Hoa Kỳ
- Fourmies, Pháp
- Rheine, North Rhine-Westphalia
- Tarnowskie Góry, Ba Lan
- Chomutov, Cộng hòa Séc
- Trakai, Litva